# Leave a Whisper
Leave a Whisper – debiutancki album zespołu rockowego Shinedown, pochodzącego z Jacksonville na Florydzie. Został wydany 27 maja 2003 roku.

## Lista utworów
| Nr  | Tytuł utworu          | Długość |
| --- | --------------------- | ------- |
| 1.  | „Fly from the Inside” | 3:55    |
| 2.  | „Left Out”            | 3:54    |
| 3.  | „Lost in the Crowd”   | 3:57    |
| 4.  | „No More Love”        | 3:46    |
| 5.  | „Better Version”      | 3:47    |
| 6.  | „Burning Bright”      | 3:48    |
| 7.  | „In Memory”           | 4:06    |
| 8.  | „All I Ever Wanted”   | 4:10    |
| 9.  | „Stranger Inside”     | 4:06    |
| 10. | „Lacerated”           | 3:59    |
| 11. | „Crying Out”          | 3:32    |
| 12. | „45”                  | 4:11    |
|     |                       | 47:11   |